# 第36軍 (日本軍)
第36軍（だいさんじゅうろくぐん）は、大日本帝国陸軍の軍の一つ。

## 沿革
大東亜戦争（太平洋戦争・第二次世界大戦）末期の1944年（昭和19年）、大本営陸軍参謀部が絶対国防圏の要石と位置付けた西太平洋の委任統治領サイパン島（現・北マリアナ連邦）守備にあたっていた帝國陸軍第31軍は、善戦空しく多くの民間人を巻き込みつつ総員玉砕。この地を失った。
同年7月9日に起こったバンザイクリフの悲劇をもってサイパンにおける日本の組織的抵抗が終了したことを受け、同年7月21日付で編成完結した第36軍は、万が一にも連合軍が帝國の完全なる破滅を目指して日本列島へ上陸しようとした場合に真正面から立ち向かう、いわば本土決戦（陸軍省コードネーム決号作戦、米軍コードネームダウンフォール作戦）の「決勝兵団」と位置づけられ、大本営陸軍参謀部および防衛総司令部の直属隷下に置かれた。本軍団は、満洲帝國駐留の関東軍から引き抜いた戦車師団を擁する精鋭であった。
1945年（昭和20年）に入ると、根こそぎ動員の一環である第二次兵備で、傘下に第201師団と第202師団が設けられた。4月15日付で本軍団は第1総軍の隷下に入る。
本土決戦になった場合、本軍団は当初サイパン戦の戦訓を活かし、艦砲射撃の射程外の内陸部（宇都宮を中心とした栃木県一帯）に陣地を構築し、侵攻する米軍を引き込んで撃滅するという作戦が採用されたため、当初は栃木県に駐屯していた。しかし、同年6月の最高戦争指導会議（御前会議）で水際決戦に作戦方針が大転換したため、米軍の上陸が予想される九十九里浜及び相模湾のどちらにも迅速に進出できるよう、埼玉県浦和市（現・さいたま市浦和区）に移駐して連合軍を迎え撃つ準備にあたることとした。

ところが8月15日、第42代内閣総理大臣鈴木貫太郎がポツダム宣言を受諾して帝國陸海軍は降伏。これを受けて本軍団は武装解除させられ、当初の設立目的だった本土決戦で活躍することなく、その任務を終えた。

## 軍概要

### 司令官
- 上村利道中将（陸士22期）：1944年（昭和19年）7月18日 - 終戦

### 参謀長
- 石井正美少将（陸士30期）：1944年（昭和19年）7月18日 - 1945年（昭和20年）2月1日
- 徳永鹿之助少将（陸士32期）：1945年（昭和20年）2月1日 - 終戦

### 最終司令部構成
- 司令官：上村利道中将
- 参謀長：徳永鹿之助少将
- 高級参謀：大槻章大佐
- 高級副官：西岡公平中佐

### 最終所属部隊
- 第81師団：古閑健中将[1]
- 第93師団：山本三男中将[2]
- 第201師団：重信吉固少将[2]
- 第202師団：片倉衷少将[3]
- 第206師団：久米精一少将[3]
- 第214師団：山本募中将[4]
- 戦車第1師団：細見惟雄中将[4]
- 戦車第4師団：名倉栞中将[5]
- 海上機動第4旅団：内田辰雄少将[6]

砲兵部隊
- 独立山砲兵第8連隊：高橋栄吉中佐
- 独立山砲兵第17連隊：吉田吉中佐
- 独立機関銃第21大隊
- 独立速射砲第27大隊：神崎祐司大尉

迫撃砲大隊　 　
- 迫撃砲第7大隊：服部隆雄少佐
- 迫撃砲第8大隊
- 迫撃砲第9大隊
- 迫撃砲第10大隊
- 迫撃砲第11大隊
- 迫撃砲第23大隊：桜田四郎少佐
- 迫撃砲第32大隊

工兵部隊 　 　 　
- 独立工兵第62大隊（最終位置：松戸）
- 独立工兵第88大隊
- 独立工兵第101大隊
- 独立工兵第102大隊

通信部隊　 　 　
- 電信第6連隊：高井太朗中佐